# Carleson
Carleson är ett efternamn som bärs av en svensk adelsätt, vars fortlevande gren har kommendörs värdighet.

## Historia
Släktens stamfar var grosshandlaren och skeppsredaren Carl Ivarsson (död 1711) från Stockholm. Dennes söner, ämbetsmännen Carl Carlsson (1703–1761) och Edvard Carlsson (1704–1767) adlades 1743 med namnet Carleson och introducerades på Riddarhuset 1746 med nr. 1877.. Edvard Carlesons ättgren uppflyttades till dåvarande riddarklassen 1787 och fick då nr 1877A. Den fortlever, medan Carl Carlesons gren, med nr 1877B, utgick på svärdssidan 1887.